# (9123) Yoshiko
(9123) Yoshiko  es un asteroide perteneciente al cinturón de asteroides, descubierto el 24 de marzo de 1998 por Tetsuo Kagawa desde el Observatorio Gekko, en Japón.

## Designación y nombre
Yoshiko se designó inicialmente como 1998 FQ11.
Más adelante fue nombrado en honor a la astrónoma japonesa Yoshiko Nakano (n. 1933).

## Características orbitales
Yoshiko orbita a una distancia media del Sol de 2,5911 ua, pudiendo acercarse hasta 2,0569 ua y alejarse hasta 3,1252 ua. Tiene una excentricidad de 0,2061 y una inclinación orbital de 11,8686° grados. Emplea en completar una órbita alrededor del Sol 1523 días.

## Características físicas
Su magnitud absoluta es 13,6. Tiene 10,659 km de diámetro. Su albedo se estima en 0,035.